# Nordeuropäische Tischtennismeisterschaft
Die nordeuropäischen Tischtennismeisterschaften sind ein seit 1949 biennal stattfindender Tischtenniswettbewerb, die bis 1992 als nordische Tischtennismeisterschaften abgehalten wurden. Teilnahmeberechtigt sind Aktive aus Dänemark, Färöer, Finnland, Grönland, Island, Norwegen, Schweden (seit 1949), Estland, Lettland und Litauen (seit 1994). Organisiert wird der Wettbewerb von der North European Table Tennis Union (NETU).

## Austragungsorte
| Nordische Meisterschaft | Nordische Meisterschaft |
| Jahr                    | Austragungsort          |
| ----------------------- | ----------------------- |
| 1949                    | Kopenhagen              |
| 1951                    | Helsinki                |
| 1953                    | Stockholm               |
| 1955                    | Drammen                 |
| 1957                    | Århus                   |
| 1959                    | Helsinki                |
| 1961                    | Bergen                  |
| 1963                    | Skara                   |
| 1965                    | Nyborg                  |
| 1967                    | Helsinki                |
| 1969                    | Sölvesborg              |
| 1971                    | Oslo                    |
| 1973                    | Randers                 |
| 1975                    | Helsinki                |
| 1977                    | Jakobsberg              |
| 1979                    | Bergen                  |
| 1981                    | Hørning                 |
| 1983                    | Reykjavík               |
| 1986                    | Helsinki                |
| 1988                    | Karlsborg               |
| 1990                    | Oslo                    |
| 1992                    | Brønderslev             |

| Nordeuropäische Meisterschaft | Nordeuropäische Meisterschaft |
| Jahr                          | Austragungsort                |
| ----------------------------- | ----------------------------- |
| 1994                          | Lahti                         |
| 1996                          | Linköping                     |
| 1998                          | Lørenskog                     |
| 2000                          | Tallinn                       |
| 2002                          | Vilnius                       |
| 2004                          | Ventspils                     |
| 2006                          | Reykjavík                     |
| 2008                          | Maribo                        |
| 2010                          | Helsinki                      |
| 2012                          | Karlsborg                     |
| 2016                          | Fornebu                       |
| 2018                          | Haapsalu                      |

## Liste der Medaillengewinner (Mannschaft)

### Männer
| Nordische Meisterschaft       | Nordische Meisterschaft | Nordische Meisterschaft | Nordische Meisterschaft |
| Jahr                          | Gold                    | Silber                  | Bronze                  |
| ----------------------------- | ----------------------- | ----------------------- | ----------------------- |
| 1949                          | Schweden (1)            | Dänemark                | Finnland                |
| 1951                          | Schweden (2)            | Dänemark                | Finnland                |
| 1953                          | Schweden (3)            | Dänemark                | Finnland                |
| 1955                          | Schweden (4)            | Finnland                | Dänemark                |
| 1957                          | Schweden (5)            | Finnland                | Dänemark                |
| 1959                          | Schweden (6)            | Dänemark                | Finnland                |
| 1961                          | Schweden (7)            | Dänemark                | Finnland                |
| 1963                          | Schweden (8)            | Dänemark                | Finnland                |
| 1965                          | Schweden (9)            | Dänemark                | Finnland                |
| 1967                          | Schweden (10)           | Dänemark                | Finnland                |
| 1969                          | Schweden (11)           | Dänemark                | Finnland                |
| 1971                          | Schweden (12)           | Dänemark                | Finnland                |
| 1973                          | Schweden (13)           | Dänemark                | Norwegen                |
| 1975                          | Schweden (14)           | Dänemark                | Finnland                |
| 1977                          | Schweden (15)           | Dänemark                | Norwegen                |
| 1979                          | Schweden (16)           | Dänemark                | Finnland                |
| 1981                          | Schweden (17)           | Dänemark                | Norwegen                |
| 1983                          | Schweden (18)           | Dänemark                | Finnland                |
| 1986                          | Schweden (19)           | Dänemark                | Norwegen                |
| 1988                          | Schweden (20)           | Dänemark                | Finnland                |
| 1990                          | Schweden (21)           | Dänemark                | Norwegen                |
| 1992                          | Schweden (22)           | Finnland                | Dänemark                |
| Nordeuropäische Meisterschaft |                         |                         |                         |
| 1994                          | Schweden (23)           | Dänemark                | Finnland                |
| 1996                          | Schweden (24)           | Dänemark                | Norwegen                |
| 1998                          | Dänemark (1)            | Schweden                | Finnland                |
| 2000                          | Norwegen (1)            | Schweden                | Finnland                |
| 2002                          | Norwegen (2)            | Schweden                | Dänemark                |
| 2004                          | Estland (1)             | Finnland                | Lettland                |
| 2006                          | Dänemark (2)            | Schweden                | Estland                 |
| 2008                          | Schweden (24)           | Norwegen                | Dänemark                |
| 2010                          | ? (?)                   | ?                       | ?                       |
| 2012                          | Schweden (?)            | Dänemark                | Dänemark                |
| 2016                          | Schweden (?)            | Dänemark                | Norwegen Lettland       |
| 2018                          | Schweden (?)            | Norwegen                | Finnland                |

### Frauen
| Nordische Meisterschaft       | Nordische Meisterschaft | Nordische Meisterschaft | Nordische Meisterschaft |
| Jahr                          | Gold                    | Silber                  | Bronze                  |
| ----------------------------- | ----------------------- | ----------------------- | ----------------------- |
| 1949                          | Schweden (1)            | Finnland                | Dänemark                |
| 1951                          | Schweden (2)            | Dänemark                | Finnland                |
| 1953                          | Schweden (3)            | Dänemark                | Finnland                |
| 1955                          | Schweden (4)            | Dänemark                | Finnland                |
| 1957                          | Schweden (5)            | Dänemark                | Finnland                |
| 1959                          | Dänemark (1)            | Schweden                | Finnland                |
| 1961                          | Schweden (6)            | Dänemark                | Finnland                |
| 1963                          | Schweden (7)            | Dänemark                | Finnland                |
| 1965                          | Schweden (8)            | Dänemark                | Finnland                |
| 1967                          | Schweden (9)            | Dänemark                | Finnland                |
| 1969                          | Schweden (10)           | Finnland                | Dänemark                |
| 1971                          | Schweden (11)           | Dänemark                | Finnland                |
| 1973                          | Schweden (12)           | Dänemark                | Finnland                |
| 1975                          | Schweden (13)           | Finnland                | Dänemark                |
| 1977                          | Schweden (14)           | Dänemark                | Norwegen                |
| 1979                          | Schweden (15)           | Finnland                | Dänemark                |
| 1981                          | Schweden (16)           | Finnland                | Norwegen                |
| 1983                          | Schweden (17)           | Finnland                | Dänemark                |
| 1986                          | Schweden (18)           | Finnland                | Dänemark                |
| 1988                          | Schweden (19)           | Dänemark                | Finnland                |
| 1990                          | Schweden (20)           | Finnland                | Norwegen                |
| 1992                          | Schweden (21)           | Finnland                | Norwegen                |
| Nordeuropäische Meisterschaft |                         |                         |                         |
| 1994                          | Litauen (1)             | Schweden                | Finnland                |
| 1996                          | Schweden (22)           | Finnland                | Litauen                 |
| 1998                          | Litauen (2)             | Schweden                | ?                       |
| 2000                          | Schweden (23)           | Estland                 | ?                       |
| 2002                          | Litauen (3)             | Schweden                | Dänemark                |
| 2004                          | Estland (1)             | Litauen                 | Lettland                |
| 2006                          | Estland (2)             | Norwegen                | Island                  |
| 2008                          | Schweden (24)           | Estland                 | Dänemark                |
| 2010                          | ? (?)                   | ?                       | ?                       |
| 2012                          | Schweden (?)            | Norwegen                | Dänemark                |
| 2016                          | Schweden (?)            | Dänemark                | Norwegen                |
| 2018                          | Schweden (?)            | Finnland                | Estland                 |

## Liste der Sieger (Einzel, Doppel)
| Nordische Meisterschaft       | Nordische Meisterschaft  | Nordische Meisterschaft  | Nordische Meisterschaft                         | Nordische Meisterschaft                        | Nordische Meisterschaft                      |
| Jahr                          | Herreneinzel             | Dameneinzel              | Herrendoppel                                    | Damendoppel                                    | Mixed                                        |
| ----------------------------- | ------------------------ | ------------------------ | ----------------------------------------------- | ---------------------------------------------- | -------------------------------------------- |
| 1949                          | Tage Flisberg (1)        | Iris Persson (1)         | Sven Cederholm (1) Tage Flisberg (1)            | Eina Ericson (1) Iris Persson (1)              | Sven Cederholm (1) Iris Persson (1)          |
| 1951                          | Bengt Grive (1)          | Inga Brehmer (1)         | Stig Elmblad (1) Bengt Grive (1)                | Inga Brehmer (1) Signhild Tegner (1)           | Stig Elmblad (1) Signhild Tegner (1)         |
| 1953                          | Lennart Johansson (1)    | Signhild Tegner (1)      | Tage Flisberg (2) Lennart Johansson (1)         | Birgitta Tegner (1) Signhild Tegner (2)        | Lennart Johansson (1) Elisabeth Thorsson (1) |
| 1955                          | Lennart Johansson (2)    | Elisabeth Thorsson (1)   | Tage Flisberg (3) Lennart Johansson (2)         | Birgitta Tegner (2) Elisabeth Thorsson (1)     | Lennart Johansson (2) Elisabeth Thorsson (2) |
| 1957                          | Björne Mellström (1)     | Reina Wetterström (1)    | Tony Larsson (1) Björne Mellström (1)           | Elisabeth Thorsson (2) Reina Wetterström (1)   | Björne Mellström (1) Elisabeth Thorsson (3)  |
| 1959                          | Hans Alsér (1)           | Siv Petersson (1)        | Hans Alsér (1) Åke Rakell (1)                   | Birthe Hauth (1) Evy Schandorph (1)            | Kalevi Lehtonen (1) Sylvi Munkberg (1)       |
| 1961                          | Tony Larsson (1)         | Lena Guntsch (1)         | Tony Larsson (2) Björne Mellström (2)           | Britt Andersson (1) Lena Guntsch (1)           | Tony Larsson (1) Lena Guntsch (1)            |
| 1963                          | Kjell Johansson (1)      | Marita Carlsson (1)      | Hans Alsér (2) Kjell Johansson (1)              | Marita Carlsson (1) Eva Johansson (1)          | Kjell Johansson (1) Marita Carlsson (1)      |
| 1965                          | Kjell Johansson (2)      | Lis Ramberg (1)          | Hans Alsér (3) Kjell Johansson (2)              | Marita Carlsson (2) Lena Rundström (1)         | Hans Alsér (1) Lena Rundström (1)            |
| 1967                          | Bo Persson (1)           | Marita Neidert (1)       | Roger Andersson (1) Stellan Bengtsson (1)       | Britta Christensen (1) Brita Henriksen (1)     | Bo Persson (1) Marita Neidert (1)            |
| 1969                          | Kjell Johansson (3)      | Eva Johansson (1)        | Hans Alsér (4) Kjell Johansson (3)              | Eva Johansson (2) Marita Neidert (1)           | Hans Alsér (2) Eva Johansson (1)             |
| 1971                          | Hans Alsér (2)           | Marita Neidert (2)       | Hans Alsér (5) Carl-Johan Bernhardt (1)         | Ann-Christin Johansson (1) Marita Neidert (2)  | Carl-Johan Bernhardt (1) Marita Neidert (2)  |
| 1973                          | Per Sandström (1)        | Birgitta Rådberg (1)     | Anders Johansson (1) Ingemar Wikström (1)       | Birgitta Olsson (1) Birgitta Rådberg (1)       | Ingemar Wikström (1) Birgitta Rådberg (1)    |
| 1975                          | Roger Lagerfeldt (1)     | Ann-Christin Hellman (1) | Roger Lagerfeldt (1) Ulf Thorsell (1)           | Ann-Christin Hellman (1) Eva Strömvall (1)     | Ikke spillet 1975-1981                       |
| 1977                          | Ulf Thorsell (1)         | Anneli Hernvall (1)      | Lars Franklin (1) Ulf Thorsell (2)              | Gudrun Fogelberg (1) Helen Lindvall (1)        | Ikke spillet 1975-1981                       |
| 1979                          | Ulf Carlsson (1)         | Kristina Nilsson (1)     | Ulf Carlsson (1) Ulf Thorsell (3)               | Helen Lindvall (2) Kristina Nilsson (1)        | Ikke spillet 1975-1981                       |
| 1981                          | Ulf Carlsson (2)         | Menni Weizades (1)       | Jan-Ove Waldner (1) Jonny Åkesson (1)           | Anneli Hernvall (1) Menni Weizades (1)         | Jonny Åkesson (1) Pia Eliasson (1)           |
| 1983                          | Jörgen Persson (1)       | Sonja Grefberg (1)       | Jörgen Persson (1) Jan-Ove Waldner (2)          | Sonja Grefberg (1) Eva Malmberg (1)            | Jarmo Jokinen (1) Sonja Grefberg (1)         |
| 1986                          | Mikael Appelgren (1)     | Marie Svensson (1)       | Jan Harkamp (1) Lars Hauth (1)                  | Sonja Grefberg (2) Katja Nieminen (1)          | Mikael Appelgren (1) Kamilla Björk (1)       |
| 1988                          | Jan-Ove Waldner (1)      | Pia Eliasson (1)         | Peter Karlsson (1) Thomas von Scheele (1)       | Pernilla Pettersson (1) Marie Svensson (1)     | Jan-Ove Waldner (1) Åsa Svensson (1)         |
| 1990                          | Wang Yangshen (1)        | Åsa Svensson (1)         | Peter Karlsson (2) Thomas von Scheele (2)       | Lotta Erlman (1) Marie Svensson (2)            | Thomas von Scheele (1) Marie Svensson (1)    |
| 1992                          | Peter Nilsson (1)        | Anni Komulainen (1)      | Kayode Kadiri (1) Thomas von Scheele (3)        | Helene Gustafsson (1) Lena Persson (1)         | Peter Nilsson (1) Helene Gustafsson (1)      |
| Nordeuropäische Meisterschaft |                          |                          |                                                 |                                                |                                              |
| 1994                          | Fredrik Håkansson (1)    | Jolanta Prūsienė (1)     | Fredrik Håkansson (1) Thomas von Scheele (4)    | Jolanta Prūsienė (1) Kristina Totilaite (1)    | Aki Kontala (1) Anni Komulainen (1)          |
| 1996                          | Mikael Appelgren (2)     | Ruta Garkauskaite (1)    | Fredrik Håkansson (2) Thomas von Scheele (5)    | Veronica Augustsson (1) Jelena Gajic (1)       | Geir Erlandsen (1) Ruta Garkauskaite (1)     |
| 1998                          | Jörgen Persson (2)       | Ruta Garkauskaite (2)    | Geir Erlandsen (1) Istvan Moldovan (1)          | Matilda Ekholm (1) Ruta Garkauskaite (1)       | Geir Erlandsen (2) Ruta Garkauskaite (2)     |
| 2000                          | Wang Jianfeng (1)        | Linda Nordenberg (1)     | Wang Jianfeng (1) Raymond Gonzalez (1)          | Matilda Ekholm (2) Tatiana Tshistjakova (1)    | Mårten Stenberg (1) Matilda Ekholm (1)       |
| 2002                          | Cyprian Asamoah (1)      | Ruta Budiene (3)         | Geir Erlandsen (2) Istvan Moldovan (2)          | Susanna Nilsson (1) Pia Finnemann (1)          | Geir Erlandsen (3) Ruta Budiene (3)          |
| 2004                          | Gudmundur Stephensen (1) | Marina Morozova (1)      | Gudmundur Stephensen (1) Vallot Vainula (1)     | Lina Misikonyte (1) Marina Morozova (1)        | Aleksandr Smirnov (1) Marina Morozova (1)    |
| 2006                          | Gudmundur Stephensen (2) | Lina Misikonyte (1)      | Dan Hedlund (1) Hampus Nordberg (1)             | Tatjana Tshistjakova (2) Kätlin Latt (1)       | Jakob Asmussen (1) Anne Cathrine Bomann (1)  |
| 2008                          | Christian Larsen (1)     | Caroline Wersäll (1)     | Christian Larsen (1) Morten Hyrup Rasmussen (1) | Tatjana Tshistjakova (3) Inga Kardauskaite (1) | Mattias Karlsson (1) Marie Persson (1)       |
| 2010                          | Mattias Karlsson (1)     | Madeleine Melcher (1)    | Kristian Karlsson (1) Mattias Karlsson (1)      | Michelle Quak (1) Madeleine Melcher (1)        | Kristian Karlsson (1) Madeleine Melcher (1)  |
| 2012                          | Harald Andersson (1)     | Sara Rask (1)            | Viktor Brodd (1) Hampus Nordberg (2)            | Sara Rask (1) Daniela Moskivits (1)            | Hampus Nordberg (1) Sara Rask (1)            |
| 2016                          | Alexander Franzén (1)    | Jennifer Jonsson (1)     | Jonas Stener (1) Simon Berglund (1)             | Tilda Johansson (1) Jennifer Jonsson (1)       | Simon Berglund (1) Erika Fronth (1)          |
| 2018                          | Hampus Nordberg (1)      | Christina Källberg (1)   | Hampus Nordberg (3) Anders Eriksson (1)         | Jennifer Jonsson (2) Daniela Moskivits (2)     | Hampus Nordberg (2) Christina Källberg (1)   |